# Ctenolabrus rupestris
Ctenolabrus rupestris, comúnmente conocido como tabernero, es una especie de peces de la familia Labridae en el orden de los Perciformes.

## Morfología
Los machos pueden llegar alcanzar los 18 cm de longitud total.

## Distribución geográfica
Se encuentra desde Noruega hasta el Marruecos, incluyendo el Mar Mediterráneo y el Mar Negro.